# Merry Blues
Merry Blues è il primo singolo estratto dal secondo album di Manu Chao Próxima Estación: Esperanza, pubblicato nel 2001.

## Tracce
1. Merry Blues
2. Merry Blues (Dancehall 161 Remix)
3. Merry Blues (DJ Muggs Remix)

## Classifiche
| Paese    | Posizione più alta |
| -------- | ------------------ |
| Svizzera | 90                 |